# ويليام هويل
ويليام هويل (بالإنجليزية: William Evans Hoyle)‏ (و. 1855 – 1926 م) هو عالم حيواني، من المملكة المتحدة، ولد في مانشستر، توفي عن عمر يناهز 71 عاماً.